# Domenico Comino
Domenico Comino (Morozzo, 27 settembre 1955) è un ex politico ed ex insegnante italiano, deputato della Lega Nord dal 1992 al 2001 e ministro per il coordinamento delle politiche dell'Unione europea nel governo Berlusconi I.

## Biografia
Nato a Morozzo, in provincia di Cuneo, laureato in scienze agrarie e docente presso l'istituto tecnico per geometri "M.Eula" di Savigliano, inizia l'attività politica alla fine degli anni '80 nelle file della Lega Nord a Cuneo.
Eletto deputato nel 1992 e nel 1994, assume l'incarico di ministro per il coordinamento delle politiche europee nel governo Berlusconi I, mantenendo posizioni critiche nei confronti di Forza Italia, in particolare nei confronti del Ministro degli Affari Esteri Antonio Martino.
Alle elezioni amministrative del 1993 si candida alla carica di sindaco di Torino, ma al primo turno arriva terzo dietro a Diego Novelli e al futuro sindaco Valentino Castellani, e quindi non accede al ballottaggio. Ottiene comunque un buon risultato pari al 19.50% mentre la lista Lega Nord il 23.35%.
Terminata l'esperienza di governo, nel 1994 assume la guida del gruppo parlamentare della Lega Nord alla Camera dei deputati dopo essere stato vice capogruppo dello stesso. Dal 1993 al 1994 è presidente della Lega Piemonte.
Alle elezioni regionali in Piemonte del 23 aprile 1995 si candida alla presidenza della Regione Piemonte, venendo appoggiato dalla Lega Nord. Alla tornata elettorale Domenico Comino perde la competizione, ottenendo l'11,13% dei voti contro il 39,70% del deputato di Forza Italia Enzo Ghigo.
Dal 1996 al 1999 è segretario della Lega Piemonte, succedendo al fondatore Gipo Farassino.
Resta nel partito fino al 1999, quando, da segretario regionale del Piemonte e capogruppo, si scontra direttamente con Umberto Bossi sostenendo al Congresso di Varese la necessità di un'alleanza strategica con Forza Italia.
Dopo aver detto di candidarsi segretario federale del partito viene definito "traditore", il "venduto", il "mangiabistecche berlusconiste", il dirigente che preferisce "le forchette" alla "spada di Alberto da Giussano" viene quindi espulso dal partito per tradimento, anche se un mese dopo circa Umberto Bossi seguirà proprio la via indicatagli. Dà vita a una formazione politica autonoma, denominato Autonomisti per l'Europa (ApE) che non ottiene seggi alle consultazioni elettorali dove si presenta.
Si ritira di conseguenza dalla scena politica per dedicarsi nuovamente all'insegnamento presso l'istituto per geometri "Virginio" di Cuneo fino al 2019, l'anno in cui è andato in pensione.